# Corradina Mola
Corradina Mola (Torino, 29 luglio 1896 – Milano, 3 agosto 1948) è stata una clavicembalista italiana, che ha contribuito alla rinascita musicale del clavicembalo.

## Biografia
Corradina Gabriella Carolina Mola nacque a Torino il 29 luglio 1896, figlia del Generale Mola comandante della VIII Armata nella Guerra 1915-1918 e di Elisabetta Carlini, sorella della pittrice Natalia Mola e discendente diretta del pittore Pier Francesco Mola (1612-1666) detto Il Ticinese.
Studiò musica al Conservatorio Giuseppe Verdi di Milano, dove si diplomò in pianoforte, sotto la guida di Vincenzo Appiani (1850-1928). Studiò anche organo con Adolfo Bossi e composizione. In seguito si dedicò allo studio del clavicembalo in Inghilterra e in Francia, rispettivamente con Arnold Dolmetsch (1848-1940) e Wanda Landowska (1879-1959), contribuendo così a reintrodurre questo strumento nel programma dei più importanti teatri e quindi alla sua rinascita artistica in Italia. Ha inoltre studiato pittura con Ermenegildo Agazzi (1866-1945), pittore bergamasco attivo a Milano.
Corradina Mola nell'arco della sua carriera si dimostrò un'interprete di grande sensibilità e di ottimo stile, ed effettuò numerose tournée sia in Italia sia all'estero, suonando come solista o in coppia con il violinista Jan Kubelík.. Si esibì inoltre con Paul Hindemith (nel 1935). Venne diretta da Ottorino Respighi (1879-1936) e Manuel de Falla (1876-1946).
Nel 1932 Adriano Lualdi la invitò a partecipare al secondo Festival Internazionale di Musica a Venezia, introducendo composizioni moderne per clavicembalo nel repertorio.
Di notevole risonanza internazionale risultò, nello stesso anno, il concerto eseguito a Vienna, in occasione delle celebrazioni per il bicentenario della nascita di Franz Joseph Haydn, durante il quale Corradina Mola suonò il clavicembalo del grande compositore.
Sempre nel 1932 Corradina Mola partecipò come musicista al clavicembalo, alla realizzazione della colonna sonora del film Pergolesi, basato sulla biografia romanzata di Giovanni Battista Pergolesi, con musiche di Pergolesi e dell'epoca scelte, coordinate ed elaborate da Vittorio Gui.
Importante fu anche il suo lavoro di ricerca musicale storica e di trascrizione di antiche partiture per clavicembalo: riscoprì sei Sonate di Giovanni Battista Pergolesi risalenti al XVIII secolo, oltre a rielaborare composizioni di Giovanni Paisiello, Pietro Antonio Locatelli e Luigi Boccherini.
Per lei furono create la cattedra di clavicembalo al Conservatorio Santa Cecilia a Roma (nel 1940) e al Conservatorio Vincenzo Bellini di Palermo (nel 1941): come insegnante si distinse per un innovativo metodo per il clavicembalo ispirato ad un modernissimo senso didattico. Attorno al 1941 entrò in possessò del clavicembalo-pianoforte di Giovanni Ferrini (Firenze, 1746), oggi esposto presso il Museo di San Colombano - Collezione Tagliavini (Bologna).
Si sposò con Guglielmo Fels, nato a Milano il 14 luglio 1889, che fu arrestato a Caprino Veronese e deportato nel 1944 al campo di concentramento di Auschwitz, dove morì.
Corradina Mola morì tragicamente il 3 agosto 1948, gettandosi dalle scale del Policlinico di Milano, dove era ricoverata da due mesi a causa di ustioni alla mano sinistra, prodotte da un incidente domestico.

## Pubblicazioni principali
- Elementi di tecnica del clavicembalo o pianoforte, Milano, 1941;
- Sei sonate per cembalo o pianoforte, Milano, 1941;
- Six sonatas : for cembalo or piano, New York, 1941;
- Six sonatas for solo piano, Boca Raton, 1989.